# Лінкольн (Каліфорнія)
Лінкольн (англ. Lincoln) — місто (англ. city) в США, в окрузі Пласер штату Каліфорнія. Населення — 49 757 осіб (2020).

## Географія
Лінкольн розташований за координатами 38°52′32″ пн. ш. 121°17′34″ зх. д. / 38.87556° пн. ш. 121.29278° зх. д. (38.875622, -121.292688).  За даними Бюро перепису населення США в 2010 році місто мало площу 52,14 км², з яких 52,07 км² — суходіл та 0,06 км² — водойми. В 2017 році площа становила 61,00 км², з яких 60,89 км² — суходіл та 0,11 км² — водойми.

### Клімат
| Клімат : Лінкольн                                                                       | Клімат : Лінкольн | Клімат : Лінкольн | Клімат : Лінкольн | Клімат : Лінкольн | Клімат : Лінкольн | Клімат : Лінкольн | Клімат : Лінкольн | Клімат : Лінкольн | Клімат : Лінкольн | Клімат : Лінкольн | Клімат : Лінкольн | Клімат : Лінкольн | Клімат : Лінкольн |
| Показник                                                                                | Січ.              | Лют.              | Бер.              | Квіт.             | Трав.             | Черв.             | Лип.              | Серп.             | Вер.              | Жовт.             | Лист.             | Груд.             | Рік               |
| Абсолютний максимум, °C                                                                 | 23,9              | 25,6              | 30,0              | 36,7              | 41,7              | 43,3              | 46,1              | 43,3              | 43,9              | 38,9              | 30,6              | 24,4              | 46,1              |
| Середній максимум, °C                                                                   | 11,7              | 15,6              | 17,8              | 21,7              | 26,7              | 31,1              | 34,4              | 33,3              | 30,6              | 25,0              | 17,2              | 12,2              | 23,1              |
| Середня температура, °C                                                                 | 7,8               | 10,6              | 12,2              | 15,6              | 18,9              | 22,8              | 25,6              | 24,4              | 22,8              | 18,3              | 12,2              | 8,3               | 16,6              |
| Середній мінімум, °C                                                                    | 3,9               | 5,6               | 6,7               | 8,9               | 11,7              | 14,4              | 16,1              | 16,1              | 14,4              | 11,1              | 6,7               | 3,9               | 10,0              |
| Абсолютний мінімум, °C                                                                  | −6,1              | −5                | −2,8              | 0,6               | 2,2               | 6,1               | 8,9               | 7,8               | 5,0               | −0,6              | −2,8              | −8,9              | −8,9              |
| Норма опадів, мм                                                                        | 101               | 88                | 78                | 40                | 15                | 3                 | 1                 | 2                 | 9                 | 27                | 71                | 85                | 520               |
| Днів з опадами                                                                          | 9                 | 8                 | 9                 | 5                 | 3                 | 1                 | 1                 | 1                 | 1                 | 3                 | 7                 | 9                 | 57,0              |
| --------------------------------------------------------------------------------------- | ----------------- | ----------------- | ----------------- | ----------------- | ----------------- | ----------------- | ----------------- | ----------------- | ----------------- | ----------------- | ----------------- | ----------------- | ----------------- |
| Джерело: http://www.myforecast.com/bin/climate.m?city=11897&zip_code=95648&metric=false |                   |                   |                   |                   |                   |                   |                   |                   |                   |                   |                   |                   |                   |

## Демографія
Згідно з переписом 2010 року, у місті мешкало 42 819 осіб у 16 479 домогосподарствах у складі 12 153 родин. Густота населення становила 821 особа/км².  Було 17457 помешкань (335/км²).
Расовий склад населення:
| - 79,6 % — білих - 6,2 % — азіатів - 1,5 % — чорних або афроамериканців - 0,9 % — корінних американців - 0,3 % — вихідців з тихоокеанських островів - 7,3 % — осіб інших рас |

До двох чи більше рас належало 4,2 %. Частка іспаномовних становила 17,7 % від усіх жителів.
За віковим діапазоном населення розподілялося таким чином: 24,2 % — особи молодші 18 років, 52,3 % — особи у віці 18—64 років, 23,5 % — особи у віці 65 років та старші. Медіана віку мешканця становила 40,5 року. На 100 осіб жіночої статі у місті припадало 92,5 чоловіків;  на 100 жінок у віці від 18 років та старших — 89,6 чоловіків також старших 18 років.
Середній дохід на одне домашнє господарство  становив 83 010 доларів США (медіана — 72 399), а середній дохід на одну сім'ю — 92 231 долар (медіана — 80 705). Медіана доходів становила 60 984 долари для чоловіків та 50 600 доларів для жінок. За межею бідності перебувало 9,1 % осіб, у тому числі 14,6 % дітей у віці до 18 років та 4,6 % осіб у віці 65 років та старших.
Цивільне працевлаштоване населення становило 16 482 особи. Основні галузі зайнятості: освіта, охорона здоров'я та соціальна допомога — 22,2 %, роздрібна торгівля — 12,9 %, науковці, спеціалісти, менеджери — 10,2 %, мистецтво, розваги та відпочинок — 9,1 %.